# بوبو (بازیکن فوتبال، زاده ۱۹۸۵)
دیویسون روژریو دا سیلوا (پرتغالی: Deyvison Rogério da Silva؛ زادهٔ ۹ ژانویهٔ ۱۹۸۵) که عموماً با نام بوبو شناخته می‌شود، بازیکن فوتبال در پست بازیکن فوتبال در پست مهاجم اهل برزیل است.

## باشگاهی
بوبو در تیم‌های فوتبال کورینتیانس، بشیکتاش، کروزیرو، قیصریه‌اسپور، گرمیو، سیدنی و آلانیا اسپور سابقهٔ حضور دارد.

## تیم ملی
وی همچنین در تیم ملی فوتبال زیر ۲۰ سال برزیل بازی کرده‌است.